# المبكى (فلم)
المبكى (بالكورية: 곡성) هو فيلم رعب كوري جنوبي صدر سنة 2016، أخرجه نا هونغ جين. الفيلم من بُطولة كُل من كواك دو-وان و‌هوانغ جونغ مين و‌تشون وو هي، وتتمحور قصته حول شُرطي يتولى التحقيق في سلسلة من الأمراض وجرائم القتل الغامضة التي تحدث في قرية نائية في كوريا الجنوبية تُدعى «غوكسيونغ». حظي الفيلم بإشادة كبيرة من النقاد.

## طاقم التمثيل
- كواك دو-وان[الإنجليزية] في دور جونغ غو.
- هوانغ جونغ مين في دور إيل غوانغ.
- تشون وو هي في دور مو ميونغ.
- دجون كيناميرا في دور غريب ياباني.
- كيم هوان هي في دور هيو جين، ابنة جونغ غو.

## وصلات خارجية
- مقالات تستعمل روابط فنية بلا صلة مع ويكي بيانات